# Citroën C5
Citroën C5 — среднеразмерный автомобиль французской компании Citroën, входящей в концерн PSA Peugeot Citroën. Выпускался с 2001 года под внутризаводским обозначением «Х4», в августе 2004 испытал рестайлинг, получив обозначение «Х41». В 2008 появилось второе поколение — третья серия под заводским обозначением «Х7». В модельном ряду С5-I заменил собой сразу две модели — Citroen XM и Citroën Xantia. С5 в первом поколении имеет общую платформу с Peugeot 607, однако позиционируется как автомобиль сегмента D (средний класс) ввиду укороченного свеса сзади при сохранении размеров салона.

## Первое поколение
Первое поколение Citroën C5 было представлено в 2000 году. Дизайн кузова C5 был разработан по заказу компании Citroën в кузовном ателье Роберта Опрона. Новый трёхобъёмный кузов с очень плавными линиями имел весьма специфичный дизайн. Салон С5 разрабатывался одновременно с салоном рестайлингового Citroën Xsara, поэтому между ними много общего.
Габаритные размеры Citroën C5 значительно превосходят большинство автомобилей D-класса, поэтому Citroën C5 часто относят подсегменту D+.
Универсал Citroën C5, традиционно названный Break, появился в марте 2001 года. При такой же как у хетчбэка колесной базе, задний свес у C5 Break больше хетчбэка на 139 мм, а высота — на 49 мм. Соответственно возросла и снаряженная масса — на 49 кг.
Объём багажника у хетчбэка — 471 литр. Задний диван складывается в пропорции 40:60 и увеличивает объёмом багажника до 1315 литров. Посередине заднего дивана есть подлокотник и лючок для длинномеров. В багажном отсеке универсала С5 Break помещается 563 литра, а при сложенном заднем диване — 1658 литров, что делает универсал большим семейным автомобилем.
C5 предлагался в основном в трёх основных комплектациях: Х, SX и Exclusive. В целом C5 имеет неплохое для 2000-х годов оснащение: электрические стеклоподъёмники, электропривод боковых зеркал, двухзонный климат-контроль, датчик дождя, CD-проигрыватель, 6 подушек безопасности, ABS.
Линейка предлагаемых двигателей состояла из 1.8; 2.0 и V6 3.0, а также турбодизелей объёмом 2,0 и 2,2 литра. Все поставляемые в Россию C5 первого поколения оснащались либо 3-литровым ES9, либо дизельным DW12 объёмом 2.2 литра.
Несмотря на все свои преимущества, проблемы с электроникой и шумоизоляцией, а также весьма спорный внешний вид помешали первому поколению Citroën С5 добиться большого успеха на автомобильном рынке.

### Общий технический уровень
По традиции предшествующих автомобилей Citroën С5 тоже имеет гидропневматическую подвеску. Установленная на С5 гидропневматическая подвеска Hydractive III использует электронные датчики контроля высоты взамен механических устройств, которые использовались во всех предыдущих гидропневматических автомобилях Citroën. Это изменение позволило бортовому компьютеру автоматически контролировать высоту подвески на ходу: на высокой скорости подвеска опускается для уменьшения лобового сопротивления, а на низких скоростях на ухабистых дорогах дорожный просвет увеличивается. Сзади весьма архаичная подвеска на продольных рычагах с роликовым подшипником рычага и с большим алюминиевыми подрамниками.
В более дорогих версиях существовала усовершенствованная подвеска Hydractive III+, которая отличается шестью сферами, в то время как в обычной Hydractive III было 4 сферы. Помимо этого существовал режим «Sport», при включении которого автомобиль меньше кренится в поворотах и раскачивается. Также режим «Sport» может включаться автоматически, в зависимости от величины ускорения или крена кузова.
Также в С5, в отличие от предыдущих «гидравлических» моделей Citroën, тормоза и реечное рулевое управление больше не были связаны с гидравлической системой. Однако в электрогидроусилителе рулевого управления использовалось то же синтетическое масло LDS, что и в подвеске. Тормоза имели систему распределения тормозных усилий.
К другим новшествам С5 первого поколения относится совершенно новая система электрооборудования. Коммутационный блок моторного отсека BSM, который осуществляет защиту и распределение питания на различные узлы через реле и предохранители. Блок BSM работает в паре с блоком BSI, где сосредоточена логика, отвечающая за различные функции, от работы освещения и подсветки до сигнализации.

### Рестайлинг

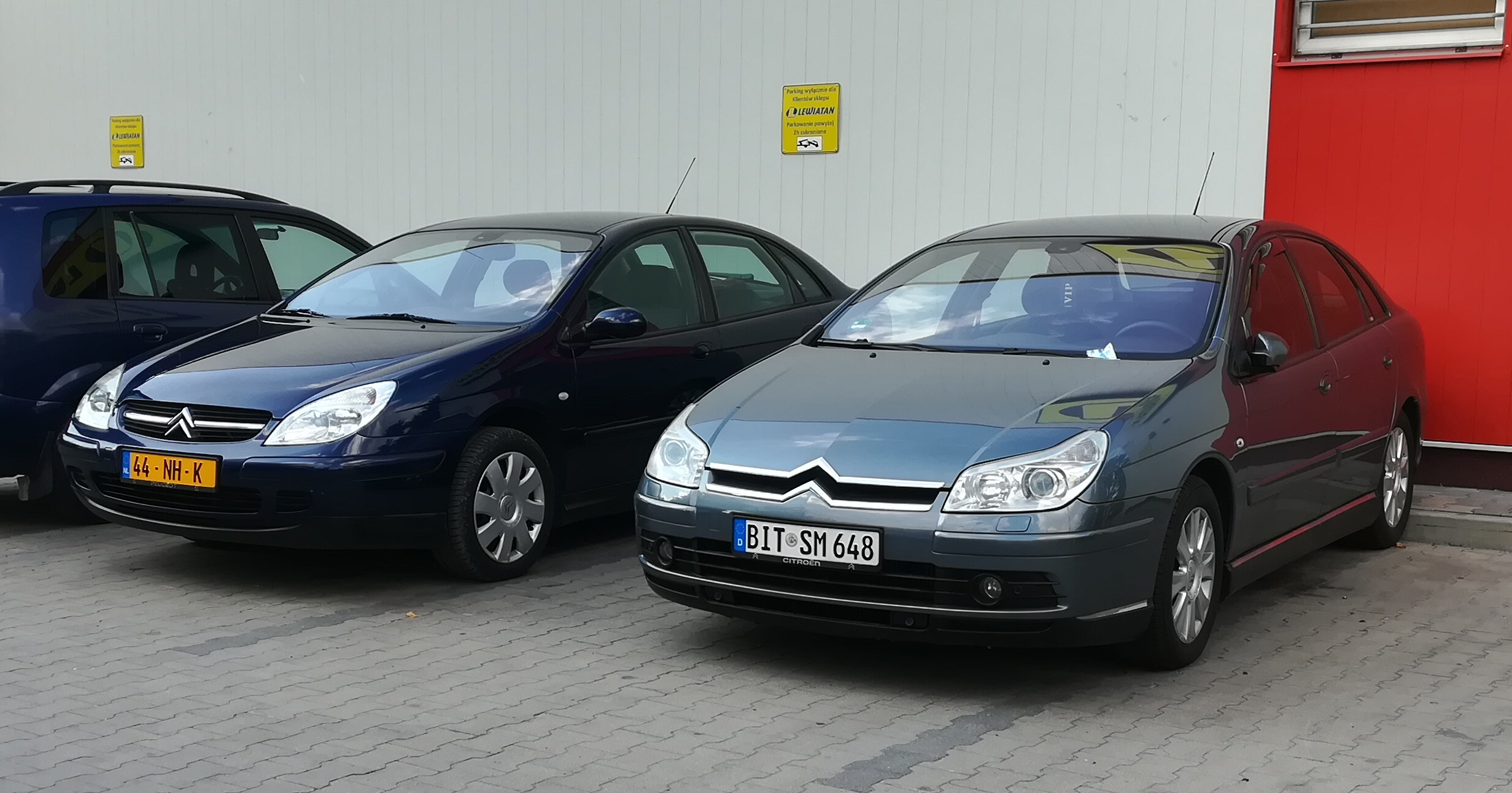
Слева — раннее оформление передка, справа — после рестайлинга (2004—2008)

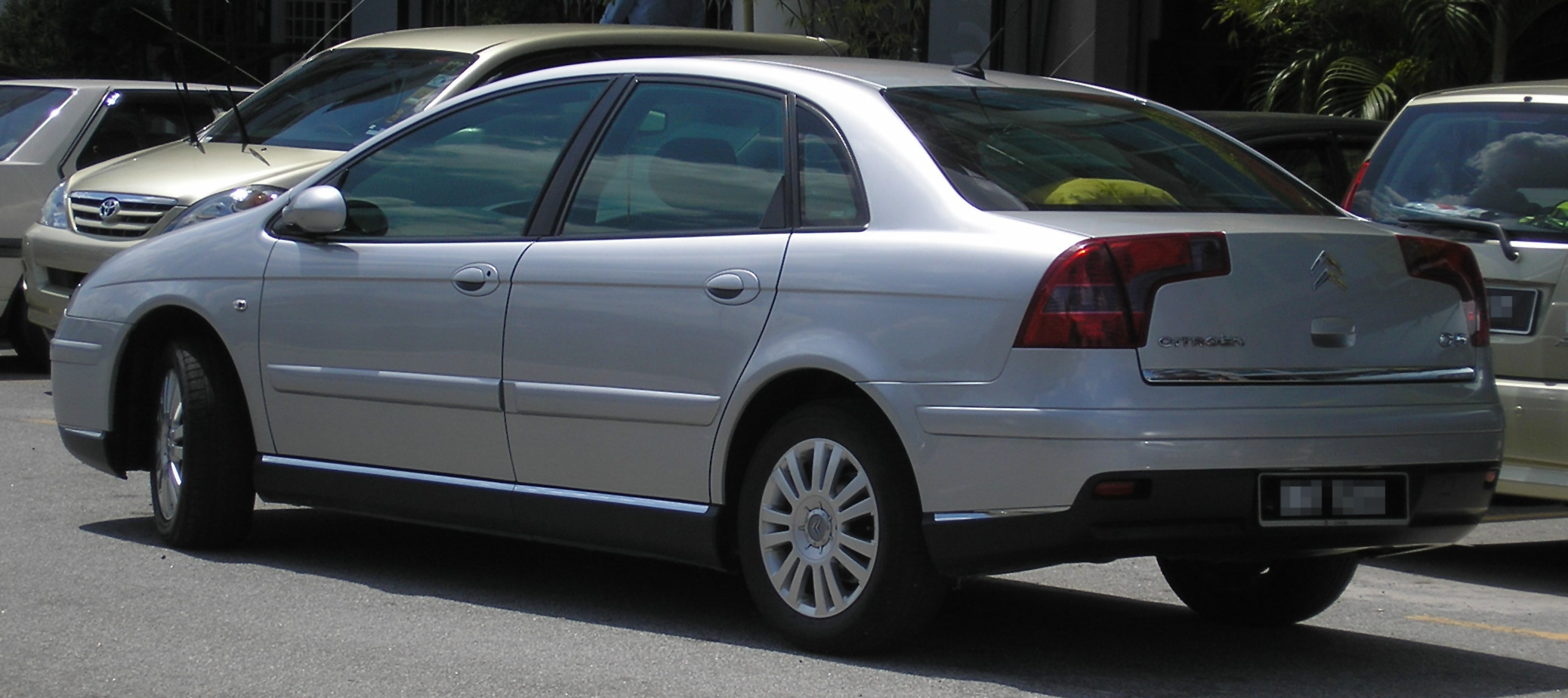
Слева — раннее оформление передка, справа — после рестайлинга 2004 года

В 2003 году стали продаваться много новых моделей автомобилей конкурентов, поэтому появилась необходимость в обновлении C5. Уже в 2004 году обновлённый C5 получил новое оформление передка и обновлённую заднюю светотехнику в форме «клюшек-бумерангов». Последнее касается только хетчбэка: версия Break имела те же фонари вдоль задних стоек. Также у рестайлингового хетчбэка место под задний номерной знак было расположено не на крышке багажника, а на заднем бампере.
После рестайлинга значительно увеличилась гамма предлагаемых двигателей: в 2005 года C5 уже имел 6 вариантов двигателей, объёмом до трех литров.
Производство автомобилей первого поколения продолжалось до 2008 года, когда его сменило второе поколение. Всего было выпущено около 720 тысяч экземпляров первого поколения.

### Безопасность
В 2001 году дорестайлинговая версия модели получила 4 звезды из 5 возможных по результатам серии краш-тестов EuroNCAP. В 2004 году обновлённая модель прошла краш-тест снова, получив максимальную оценку — 5 звёзд.
| Euro NCAP                                              | Euro NCAP | Euro NCAP | Euro NCAP |
| ------------------------------------------------------ | --------- | --------- | --------- |
| Рейтинги                                               | Пассажир  |           | 30        |
| Рейтинги                                               | Пешеход   |           | 16        |
| Протестированная модель: Citroën C5 1,8i 16v SX (2001) |           |           |           |

| Euro NCAP                                          | Euro NCAP | Euro NCAP | Euro NCAP |
| -------------------------------------------------- | --------- | --------- | --------- |
| Рейтинги                                           | Пассажир  |           | 36        |
| Рейтинги                                           | Ребёнок   |           | 36        |
| Рейтинги                                           | Пешеход   |           | 8         |
| Протестированная модель: Citroën C5 2,0 HDi (2004) |           |           |           |

## Второе поколение
Мировая премьера второго поколения состоялась 15 января 2008 года на автосалоне в Брюсселе. Второе поколение получило совершенно новый внешний вид. В отличие от предыдущего поколения, новый C5 увеличился в длину и стал ниже в высоту. В итоге он стал на 112 см длине своего давнего предшественника. Трапециевидные ксеноновые фары, соединённые двумя хромированными полосами двойного шеврона, большой воздухозаборник на бампере делало переднюю часть непохожей на первое поколение. Вогнутая линия заднего стекла увеличивает вместительность багажника, объём которого составляет 439 л. В мае 2008 года появилась версия в кузове универсал, объём багажника которого составил 1462 л.
Характерная особенность салона C5 второго поколения — неподвижная ступица руля: при вращении рулевого колеса середина остаётся на месте).
Несмотря на начавшийся мировой финансовый кризис, C5 имел хороший спрос не только на европейском автомобильном рынке, но и в других странах. Так, C5 получил премию «Импортный автомобиль года в Японии» 2008—2009, а также «Ирландский автомобиль года-2009».
Подвеска второго поколения C5 существует в двух вариантах: гидропневматика Hydractive III+ и пружинная, такая же, как на Peugeot 407. Передняя подвеска двухрычажная, имеет шкворень поворотного кулака.
Гидроусилитель руля по контуру сообщается с подвеской Hydractive в одну систему. На машинах со стандартной пружинной подвеской устанавливался электрогидроусилитель руля.
В базовое оснащение C5 входит: 7 подушек безопасности (передние, боковые, в коленях, в стойках), система динамической стабилизации, климат-контроль, электропакет и аудиосистема Hi-Fi с 8 динамиками.
На выбор покупателей предлагалось большое количество легкосплавных колёсных дисков размером от 16 до 18 дюймов.

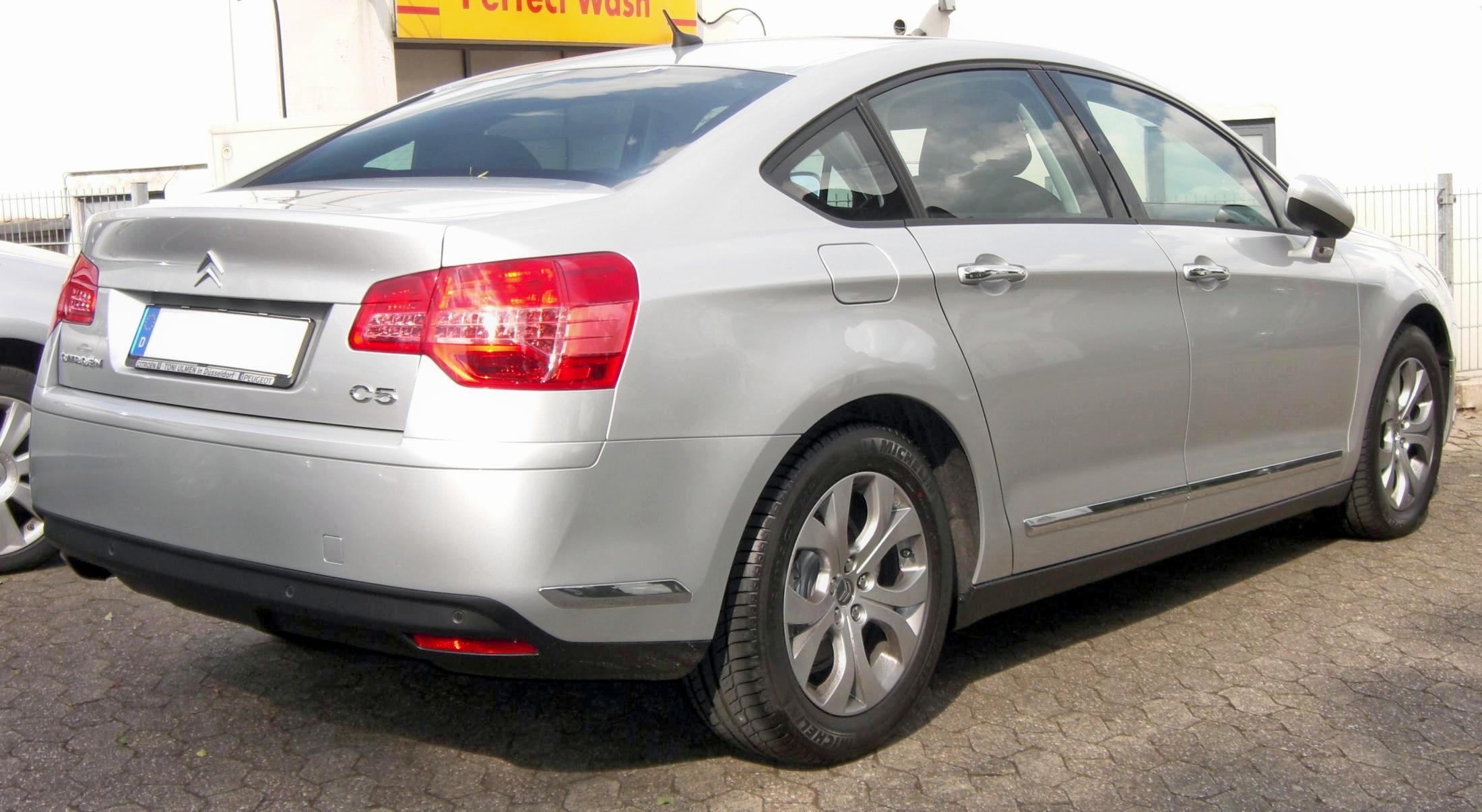
C5 Limousine (Седан)
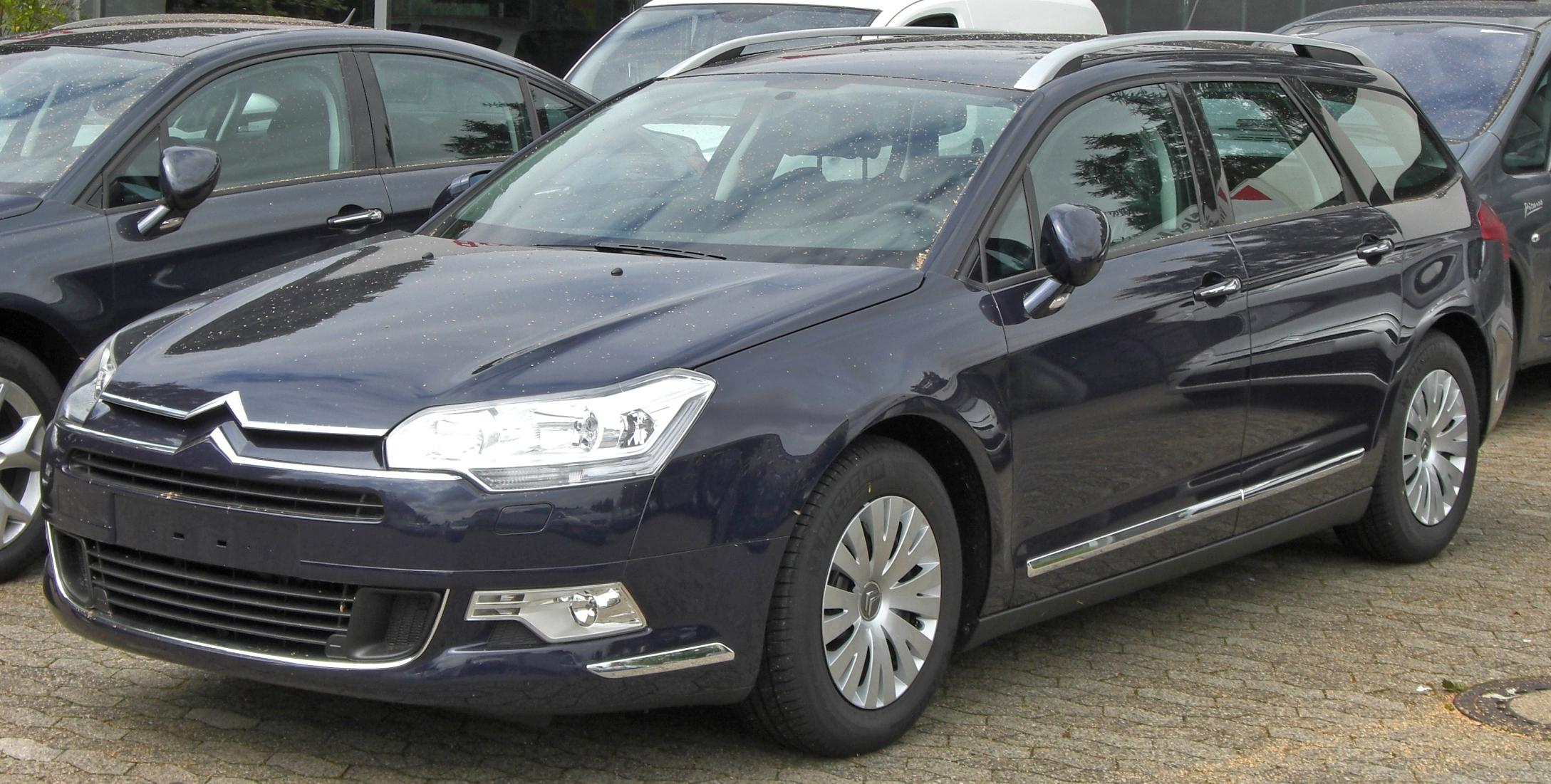
C5 Tourer (Универсал)
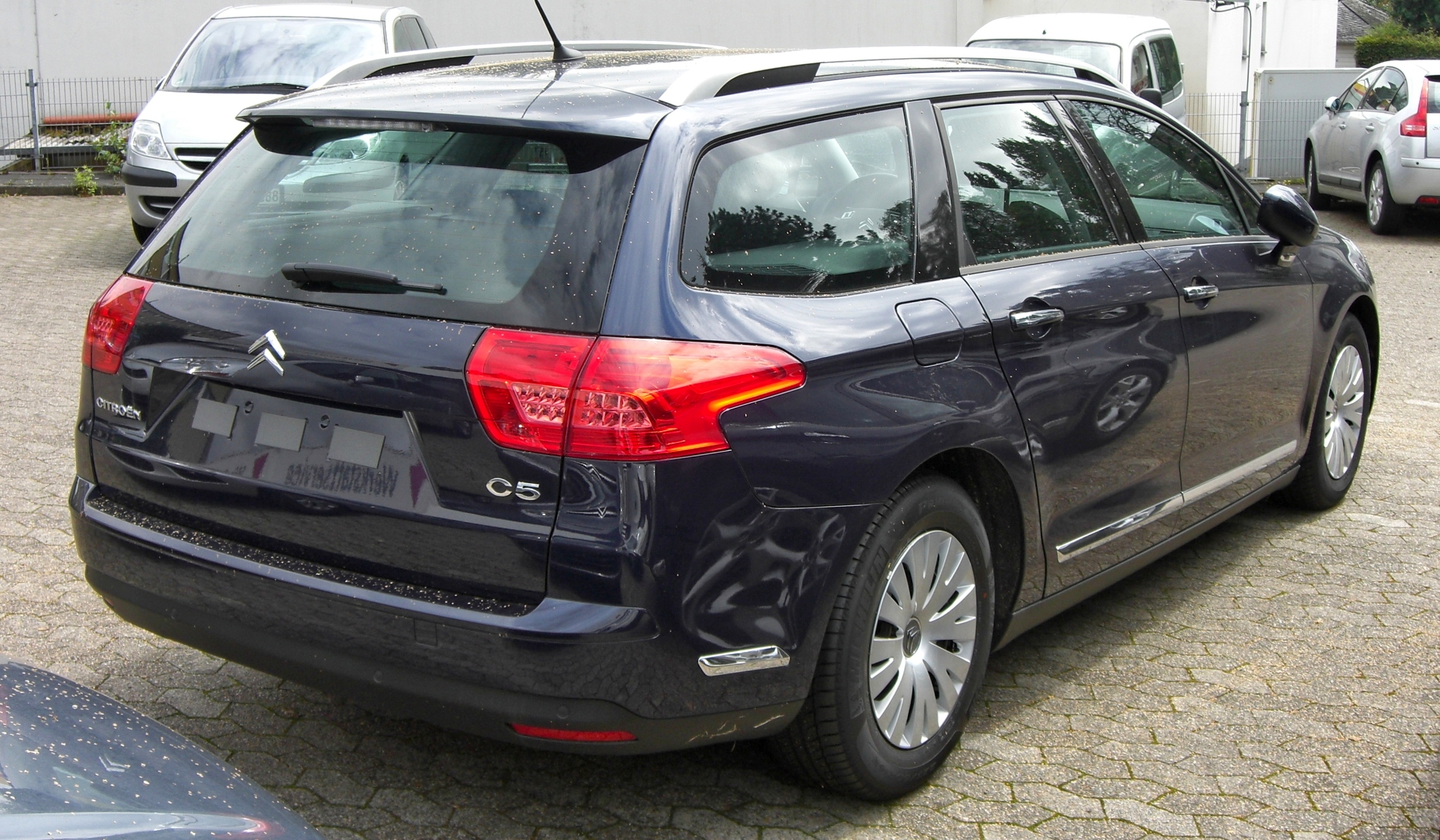
C5 Tourer (Универсал)
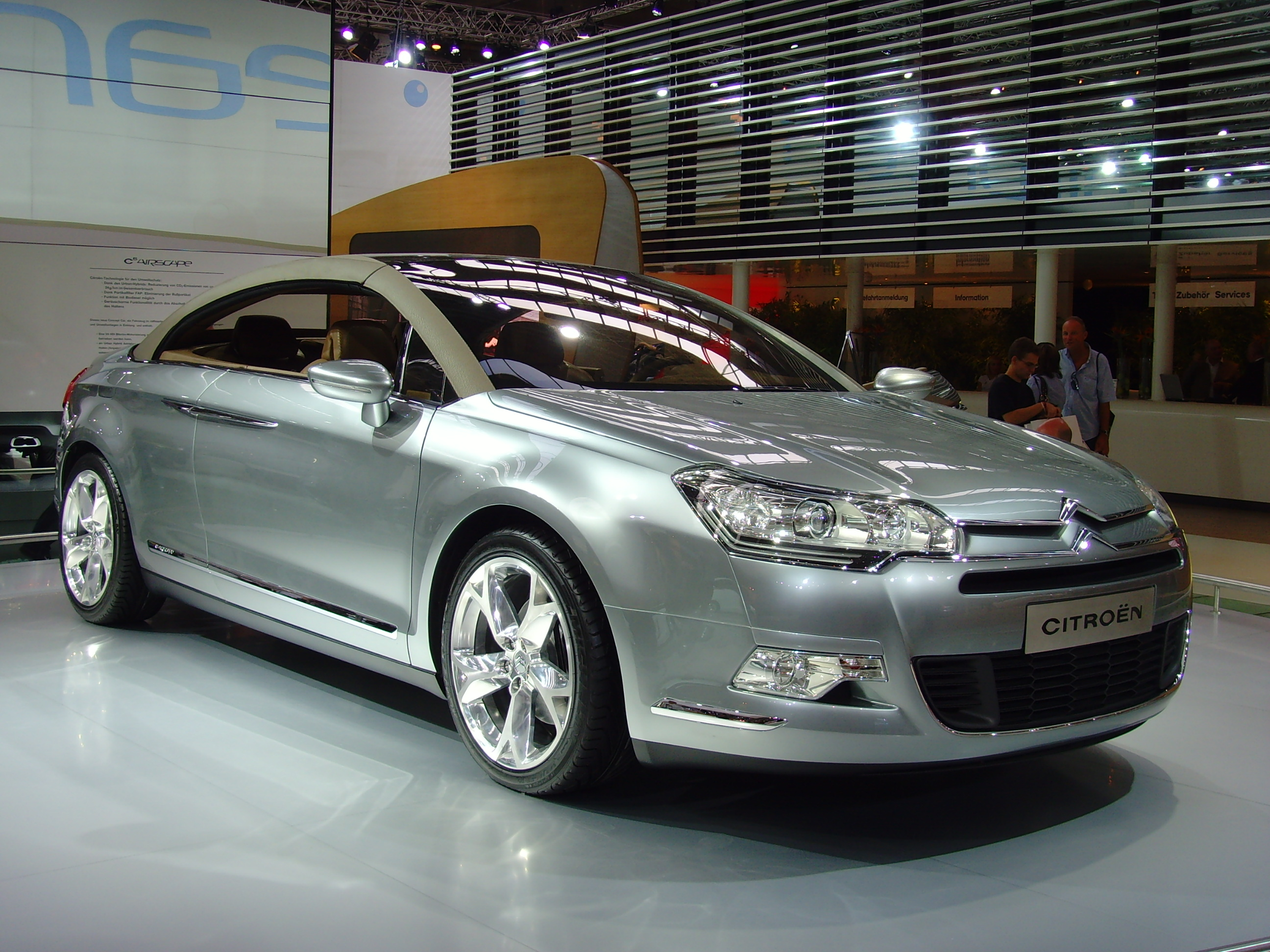
C5 Airscape (Прототип)

### Двигатели
C5 имеет очень большую гамму бензиновых и дизельных двигателей:
- бензиновые моторы
- 1.6 THP (155 л. с. 240 нм при: от 1400 до 4000 об/мин, устанавливается с 6-ступенчатой МКПП или 6-ступенчатой АКПП Aisin)
Расход топлива: 11 л — город / 5,6 л — трасса, Разгон: 9 с до 100 км/ч
- 1.8 (127 л. с. устанавливается только с пружинной (обычной как у других) подвеской и 5-ступенчатой МКПП)
Расход топлива: 10,8 л — город / 6,2 л — трасса / 7,9 л — смешанный Разгон: 11,0 с до 100 км/ч
- 2.0 (143 л. с. производство прекращено в 2009 году, устанавливается с 5-ступенчатой МКПП или 4-ступенчатой АКПП

- дизельные
- 1.6 (109 л. с., устанавливается с 5-ступенчатой МКПП, в Россию не поставляется)
- 2.0 (138 л. с., устанавливается с 6-ступенчатой МКПП или 6-ступенчатой АКПП Aisin) Разгон: 12 с до 100 км/ч
- 2.0 (160 л. с., устанавливается с 6-ступенчатой МКПП или 6-ступенчатой АКПП Aisin) Разгон: 9 с до 100 км/ч
- 2.2 (173 л. с., би-турбированный двигатель, 6-ступенчатой МКПП)
- — 2.2(204 л. с., одиночный турбо двигатель, устанавливается только с 6-ступенчатой АКПП) Разгон: 8.3 с до 100 км/ч
- 2.7 (204 л. с., би-турбированный двигатель, устанавливается только с 6-ступенчатой АКПП Aisin) Разгон: 8 с до 100 км/ч
- 3,0 (240 л. с., би-турбированный двигатель, устанавливается только с 6-ступенчатой АКПП Aisin, в Россию не поставлялся);

- КПП:
  - автоматическая 4-ступенчатая AL-4;
  - автоматическая 6-ступенчатая Aisin;
  - 5-ступенчатая механическая коробка передач;
  - 6-ступенчатая механическая коробка передач.

Имеет четыре версии:
- Citroen C5(X7)
- Citroen C5(X7) Break
- Citroen C5(X7) Tourer New
- Citroen C5(X7) Sedan New

### Безопасность
Согласно краш-тесту, проведенному в 2008 году по методике Euro NCAP, C5 второго поколения получил максимальные пять звёзд и 35 баллов. Повторный краш-тест произвели в 2009 год по той же методике, но уже по более жёстким нормативам (81 % защиты для взрослых и 77 % — для детей). 
| Euro NCAP                                                            | Euro NCAP | Euro NCAP | Euro NCAP |
| -------------------------------------------------------------------- | --------- | --------- | --------- |
| Рейтинги                                                             | Пассажир  |           | 35        |
| Рейтинги                                                             | Ребёнок   |           | 38        |
| Рейтинги                                                             | Пешеход   |           | 11        |
| Протестированная модель: Citroen C5 2,0 diesel 'Dynamic', LHD (2008) |           |           |           |

### Сборка в Китае
После прекращения сборки C5 во Франции в 2017 году, в Китае появился новый рестайлинговый C5 второго поколения. Рестайлинговый C5 предназначался только для китайского внутреннего рынка. От европейской версии он отличается несколько иным дизайном.
Производился новый C5 на совместном предприятии Dongfeng-PSA в Ухане.
Переднюю часть автомобиля оснастили новыми фарами, решёткой радиатора и бампером, сзади появились новые задние фонари. Рестайлинговая модель имела те же двигатели, которые устанавливались на китайских дорестайлинговых моделях.
В салоне появились новые обшивки дверей, взамен рулевого колеса с неподвижной ступицей появился обычный цельный руль. Дизайнеры отказались от устаревшей компоновки с мелкими кнопками и маленьким дисплеем, поэтому посреди панели разместился большой сенсорный экран.
Отмечалось, что в китайском рестайлинговом C5 была улучшена шумоизоляция и оснащение за счёт введения камеры кругового обзора, системы контроля слепых зон, полосы движения и предотвращения столкновений.
Варианты двигателей включают 1,6-литровый бензиновый двигатель с турбонаддувом мощностью 167 л. с. (124 кВт) и более мощный 1,8-литровый турбомотор мощностью 204 л. с. (152 кВт). Оба двигателя работают только в паре с 6-ступенчатой автоматической коробкой передач. Гидропневматическая подвеска Hydractive была полностью заменена обычной шаровой опорой, так как на «гидропневматику» был низкий спрос.